# جون بي. دول
جون بي. دول هو سياسي أمريكي، ولد في 12 مارس 1961 في مينيابوليس في الولايات المتحدة. نشط حزبياً في الحزب الديمقراطي. وقد انتخب عضو مجلس ولاية مينيسوتا ‏.